# لور هالستو
لور هالستو (به انگلیسی: Lower Halstow) یک روستا و محله مدنی در بریتانیا است که در Swale واقع شده‌است. لور هالستو ۱٬۱۸۰ نفر جمعیت دارد.